# USA国際ハープコンクール
USA国際ハープ・コンクールは1989年にハープ奏者のスーザン・マクドナルド(Susann McDonald)によって始められた音楽コンクールである。このコンクールは国際音楽コンクール世界連盟に属する合衆国で開催される7つのコンクールの1つである。このコンクールは3年毎にインディアナ大学キャンパスのジェイコブズ音楽院で開催される。